# Neit
Para a deusa egípcia, ver Neite.
Na mitologia irlandesa Neit (Néit, Nét, Neith) era um deus da guerra. Foi o marido de Nemain e às vezes de Badb. Foi também avô de Balor, que foi assassinado na lendária Segunda Batalha de Moytura. O nome provavelmente deriva do proto-celta *nei-t-, significando luta ou paixão. Uma deidade nomeada de modo semelhante aparece em duas inscrições celtibéricas, como um Marte Neto romanizado e como Neito (ver também Neto (deidade)).[carece de fontes?]